# Comuna Belovo, Pazardjik
Belovo (în bulgară Белово) este o comună în regiunea Pazardjik, Bulgaria, formată din orașul Belovo și satele Akandjievo, Dăbravite, Gabrovița, Goleamo Belovo, Menenkovo, Momina Klisura și Sestrimo. 

## Demografie
Componența etnică a comunei Belovo
     Romi (4,21%)
     Bulgari (93,04%)
     Nicio identificare (2,3%)
     Altele (0,56%)
La recensământul din 2011, populația comunei Belovo era de 8.891 locuitori. Din punct de vedere etnic, majoritatea locuitorilor (93,04%) erau bulgari, cu o minoritate de romi (4,21%). Pentru 2,3% din locuitori nu este cunoscută apartenența etnică.